# Rüdiger Vogler
Rüdiger Vogler, född 14 maj 1942 i Warthausen, Württemberg, är en tysk skådespelare.
Vogler utbildade sig i skådespeleri i Heidelberg 1963-1965. Han har medverkat i ett flertal av regissören Wim Wenders filmer från 1970-talet och framåt. Med ett undantag har hans karaktärer i filmerna alltid hetat Phillip Winter. Under 2000-talet och framåt har Vogler främst arbetat som skådespelare i TV-filmer och TV-serier.

## Filmografi, urval
- 1974 – Med Alice på halsen
- 1975 – Falsk rörelse
- 1976 – Med tidens gång
- 1981 – Två tyska systrar
- 1990 – Solen även om natten
- 1991 – Till världens ände
- 1993 – Fjärran, så nära!
- 1994 – De fegas skuld
- 1995 – Lisbon Story
- 2009 – Agent 117 - Uppdrag i Rio
- 2021 – Nö